# Andrzej Cygański
Andrzej Cygański (ur. 1927 w Warszawie, zm. 16 października 2012) – polski chemik, profesor Politechniki Łódzkiej.
W 1952 ukończył studia na Wydziale Chemicznym Politechniki Łódzkiej. Pracę rozpoczął w 1950 roku w Katedrze Chemii Nieorganicznej. W latach 1952–1961 pracował również w przemyśle farmaceutycznym. W 1961 roku uzyskał stopień doktora, w 1967 stopień doktora habilitowanego, a w 1979 tytuł profesora.
Był specjalistą w zakresie termicznych metod analitycznych, spektrofotometrii absorpcyjnej, analizy śladowej oraz syntezy soli kompleksowych ważnych w analizie. Jego dorobek naukowy obejmuje m.in. 120 publikacji, 9 patentów, 4 podręczniki i 7 skryptów. Był również współautorem Słownika terminologii Chemicznej i Słownika Chemii Analitycznej. Wypromował 9 doktorów.
Pełnił funkcje kierownika Zespołu Dydaktycznego Chemii Analitycznej oraz kierownika Zespołu Naukowo-Badawczego Chemii Nieorganicznej i Analitycznej w Instytucie Chemii Ogólnej i Ekologicznej Politechniki Łódzkiej. Od 1978 roku był członkiem Komitetu Chemii Analitycznej PAN.
Został odznaczony Krzyżem Oficerskim Orderu Odrodzenia Polski oraz Medalem Komisji Edukacji Narodowej.